# Hornån nedre
Hornån nedre är ett naturreservat i Gislaveds kommun i Jönköpings län.
Området är naturskyddat sedan 2016 och är 13 hektar stort. Reservatet består av lövsumpskog omkring Hornån. 